# Forrest Galante
Forrest Galante (Califòrnia, 31 de març de 1988) és un aventurer nord-americà i personalitat televisiva. Treballa en el camp de la biologia de la vida silvestre, especialitzant-se en l'exploració d'animals en perill d'extinció. És el presentador del programa de televisió L'Últim de la seva Espècie del canal Animal Planet.

## Biografia
Poc després del seu naixement a Califòrnia, Galante i la seva família es van traslladar a Harare, Zimbàbue, on la seva mare tenia un negoci de safari. Ell i la seva germana van ser criats en una granja on cultivaven flors i fruites, i va servir com a llar per al bestiar i animals salvatges africans. Al llarg de la seva joventut, va passar temps explorant la selva africana, aprenent a com tractar amb serps, atrapar animals petits i bussejar en els esculls de l'arxipèlag de Bazaruto. A Zimbàbue, va assistir a un internat anglès i va dirigir la Societat d'Herpetologia Junior, estudiant flora i fauna nativa.
El 2001, després de la sublevació política a Zimbàbue, que va dur a la invasió i la crema de la granja familiar, Galante es va veure obligat a tornar a Califòrnia. Va reprendre la seva educació a Santa Bàrbara, on es va graduar de secundària i després va obtenir un títol en biologia de la Universitat de Califòrnia a Santa Bàrbara.
L'interès de Galante per la vida silvestre i la conservació va continuar fins a la seva edat adulta. "Després de la universitat, em vaig disposar a explorar el món, a la recerca dels llocs més bells, remots i salvatges de la planeta", va dir. "M'ha mossegat una serp verinosa, en un accident aeri, mutilat per un lleó, atacat per un hipopòtam, picat per una medusa de guerra, mossegat per un tauró, en un accident automobilístic, vaig caure d'una cascada i vaig ser apunyalat per una manta."

## Carrera
El 2013, va aparèixer a la televisió amb una aparició en Naked and Afraid de Discovery Channel, on va participar en el desafiu de supervivència de 21 dies del programa. El desafiament, tractava de sobreviure amb unestrany durant 21 dies en una secció remota del nord-oest del Panamà, obtenint un dels PSR (Índex de Supervivència Primitiu) més alt en la història del programa.
El 2016, Galante i el seu fotògraf van ser els primers a nedar amb cocodrils, vestint-se amb indumentàries especials que imiten la pell escamosa del cocodril i bloquegen el corrent elèctric del cos, el que els permet capturar el comportament natural del rèptil. El duo va arribar a centímetres dels cocodrils, filmant en el seu hàbitat natural per la seva pel·lícula Dancing with Dragons.
El 10 de juny de 2018, la sèrie documental de Galante, l'Últim de la seva Espècie es va estrenar a Animal Planet. El programa va buscar revelar si els animals que es creien extints encara eren vius. En cada episodi, Galant va explorar els hàbitats d'aquests animals, sovint buscant protecció per ajudar a preservar l'espècie i fomentar la seva supervivència contínua. Les destinacions van ser Taiwan (per buscar el lleopard ennuvolat de Formosa), Terranova (per explorar el Llop Blanc) i Madagascar (per buscar rastres del gegant Pachylemur).
Galante també ha aparegut en els mitjans a The Joe Rogan Experience, The Nightly Show, Shark Week i The TODAY Show.

## Descubriments
En la seva recerca de vida salvatge única, ha visitat més de 46 països. Ha captat imatges d'un lleopard de Zanzíbar, un animal que s'havia considerat extint durant més de 25 anys, davant de la costa oriental d'Àfrica. Durant una expedició a les Galápagos el febrer del 2019, va trobar una tortuga de Galápagos a l'Illa Fernandina, que també havia estat classificada com una espècie extinta des de l'any 1906. Després d'un troballa d'excrement de tortuga al camp, l'equip va la va trobar sota d'una pila de matolls.
En una altra expedició el 2015, la seva dona, Jessica Evans, es va unir a ell en el Pacífic Sud i Indonèsia per buscar la serp més verinosa del món, Laticauda colubrina. Allà, mentre pescava per al sopar de la parella, Galant va atrapar a la serp, amb el verí que és deu vegades més potent que el d'una cobra.
El 6 d'octubre de 2014, va atrapar una llagosta de 70 anys que pesava prop de 12 lliures a la costa de Califòrnia. El crustaci gegant va ser tornat al mar en una zona marina protegida. Al mes següent, va descobrir un tauró martell estrany prop de l'illa Anacapa, al costat de Ventura, i va enregistrar en vídeo l'experiència.

## Vida personal
El 2015, Galante es va casar amb Jessica Evans a Stocking Island a les Bahames. La parella resideix a Santa Bàrbara, Califòrnia.